# Stellaria schischkinii
Stellaria schischkinii är en nejlikväxtart som beskrevs av Peshkova. Stellaria schischkinii ingår i släktet stjärnblommor, och familjen nejlikväxter. Inga underarter finns listade i Catalogue of Life.